# Angelo Alessio
Pour les articles homonymes, voir Alessio.
Angelo Alessio (né le 29 avril 1965 à Capaccio Scalo, une frazione de la commune de Capaccio-Paestum, dans la province de Salerne en Italie) est un ancien joueur et désormais entraîneur de football italien.

## Biographie

### Joueur
Durant sa carrière de joueur, Alessio a successivement évolué pour les clubs de l'Avellino, de la Juventus Football Club (où il a remporté ses seuls titres, une Coupe d'Italie et une Coupe UEFA), au Bologne FC 1909, à l'AS Bari, à Cosenza Calcio 1914, et au Modène Football Club.

### Entraîneur
Il entreprend à la suite de sa retraite de joueur de prendre la tête du Napoli en tant qu'entraîneur des jeunes puis comme assistant de l'équipe première de Franco Colomba et ensuite d'Andrea Agostinelli. 
S'ensuivirent ensuite les expériences comme entraîneur de clubs mineurs tel que l'Imolese Calcio 1919 puis l'US Massese 1919. En mars 2008, il est nommé nouvel entraîneur du SPAL Ferrara, devenant le troisième entraîneur du club de la saison, prenant la tête du club lors des dernières journées du championnat.
Le 25 mai 2010, il devient le nouvel entraîneur assistant de l'Associazione Calcio Sienne, aidant son ex-coéquipier à la Juve Antonio Conte, qu'il suivra à nouveau à la Juventus FC (également un de ses anciens clubs en tant que joueur) lors de la saison suivante.

## Palmarès
- Coppa Italia : 1

Juventus : 1989-1990
- Coupe UEFA : 1

Juventus : 1989-1990